# Pärmsjön
Pärmsjön är en sjö i Örnsköldsviks kommun i Ångermanland och ingår i Nätraåns huvudavrinningsområde. Sjön har en area på 4,83 kvadratkilometer och ligger 316 meter över havet. Sjön avvattnas av vattendraget Pärmsjöån. Vid provfiske har bland annat abborre, lake, röding och stensimpa fångats i sjön.

## Delavrinningsområde
Pärmsjön ingår i det delavrinningsområde (702782-159025) som SMHI kallar för Utloppet av Pärmsjön. Medelhöjden är 330 meter över havet och ytan är 14,84 kvadratkilometer. Räknas de 5 avrinningsområdena uppströms in blir den ackumulerade arean 21,31 kvadratkilometer. Pärmsjöån som avvattnar avrinningsområdet har biflödesordning 2, vilket innebär att vattnet flödar genom totalt 2 vattendrag innan det når havet efter 83 kilometer. Avrinningsområdet består mestadels av skog (57 procent). Avrinningsområdet har 4,82 kvadratkilometer vattenytor vilket ger det en sjöprocent på 32,5 procent.

## Fisk
Vid provfiske har följande fisk fångats i sjön:
- Abborre
- Lake
- Röding
- Stensimpa
- Öring